# Agra
Ne doit pas être confondu avec Acra.
Pour les articles homonymes, voir Agra (homonymie).
Agra (en hindi : आगरा ; en ourdou : آگرا Āgrā) est une ville située dans l'État de l'Uttar Pradesh en Inde, chef-lieu de l'une des 18 divisions territoriales de cet État et du district d'Agra. Parmi ses nombreux monuments, elle compte notamment le Taj Mahal, le Fort rouge et, à proximité, Fatehpur-Sikri, tous trois inscrits sur la liste du patrimoine mondial de l'UNESCO.

## Géographie

### Situation
Agra est situé à 27°18 de latitude nord, et 78°02 de longitude est, sur les rives de la Yamuna. Son altitude moyenne est de 171 mètres. Les localités voisines sont Mathura au nord, Firozabad à l'est, Fatehabad au sud-est, Dhaulpur au sud et Bharatpur à l'ouest.

### Démographie
Avec une population de 1 686 976 habitants, elle est la troisième ville de l'Uttar Pradesh, après Lucknow et Kanpur. La population masculine représente 53 % de la population de cette ville. 11 % de la population a moins de 6 ans.

### Climat
Le climat est tropical. Les températures peuvent aller de 45 °C l'été à 4 °C l'hiver. La saison des pluies s'étend de juin à septembre. Les précipitations annuelles atteignent 660 millimètres.

## Économie
Aujourd'hui le riche patrimoine architectural de la ville attire des millions de touristes chaque année.
Agra possède un aéroport (code AITA : AGR).

## Histoire
C'est l’Agrabana - paradis - du Mahabharata, l’Agara de Ptolémée.
Une inscription de 1318 située à Delhi la nomme agrotka.
La ville actuelle est fondée en 1501-1504 par Sikandar Lodi, le sultan de Delhi, qui en fait sa capitale. Lorsque Babur, premier empereur moghol, bat le sultan de Delhi, il s'empare d'Agra en 1526 et son petit-fils Akbar lui rend son statut de capitale en 1556.
Du milieu du XVIe siècle au milieu du XVIIe, la ville connaît son apogée sous les règnes successifs d'Akbar, Jahângîr et Shâh Jahân. La ville compte alors 700 000 habitants. C'est Shâh Jahân qui fait construire le Taj Mahal en 1631 avant de transférer la capitale de l'empire à Delhi.
Après l'effondrement de l'Empire moghol, les Jats en 1761, les Rajput de Gwalior en 1764, les Sindhia marathes en 1784, puis les Britanniques, en 1803, s'emparent de la ville. Le fort est témoin de batailles sanglantes lors de la révolte des cipayes en 1857.

## Personnalités liées à la commune
- Ashi Singh, actrice indienne.

## Lieux et monuments
- Le Taj Mahal est un mausolée élevé par Shah Jahan à la mort de son épouse favorite Mumtaz Mahal  où elle fut enterrée. Le Taj Mahal est sans doute l'un des bâtiments les plus connus au monde.

- Le mausolée d'Itimad-ud-Daula, parfois appelé familièrement Baby Taj : c'est le tombeau de Mîrzâ Ghiyâs Beg, beau-père de l'empereur Jahangir. Sa construction débuta en 1622 pour s'achever en 1628. Son architecture rappelle celle du Taj Mahal. Il fut d'ailleurs le premier bâtiment de ce type construit en marbre et c'est durant sa construction que les corps de métier mirent au point la technique d'incrustation des pierres précieuses dans le marbre qui fut plus tard largement utilisée pour le Taj.

- Le Fort rouge, construit par Akbar en 1565 en grès rouge, domine la ville. Rénové et converti en palais résidentiel de style moghol sous le règne de Shah Jahan, il est décoré de marbre et d'incrustations de pietra dura. À l'intérieur du fort se trouvent notamment :
  - le Diwan-i-Khas : pavillon des audiences privées construit par Shah Jahan en 1636, où l'empereur recevait les hauts dignitaires étrangers. Le célèbre trône du Paon se trouvait à cet endroit avant d'être transporté à Delhi par Aurangzeb, puis de là, par le Perse Nâdir Châh à Téhéran, où il se trouve toujours.
  - le Diwan-i-Am : pavillon des audiences publiques construit par Shah Jahan en 1628. C'est là que l'empereur écoutait les doléances du peuple. Le toit plat est supporté par trois rangées de piliers.
  - la Mussaman Burj : tour octogonale de deux étages construite contre la muraille.
  - la Moti Masjid : mosquée privée des empereurs moghols construite entre 1646 et 1653 par Shah Jahan. Une inscription en persan la compare à une perle parfaite. Un bassin d'ablutions se trouve au centre de la cour.
- Le Gurdwara Mai Than appelé aussi Gurdwara Sri Guru Singh Sabha est le seul temple sikh dans le centre de la ville.
- À 35 km d'Agra, se trouve Fatehpur-Sikri, l'ancienne capitale moghole aujourd'hui abandonnée.

## Galerie

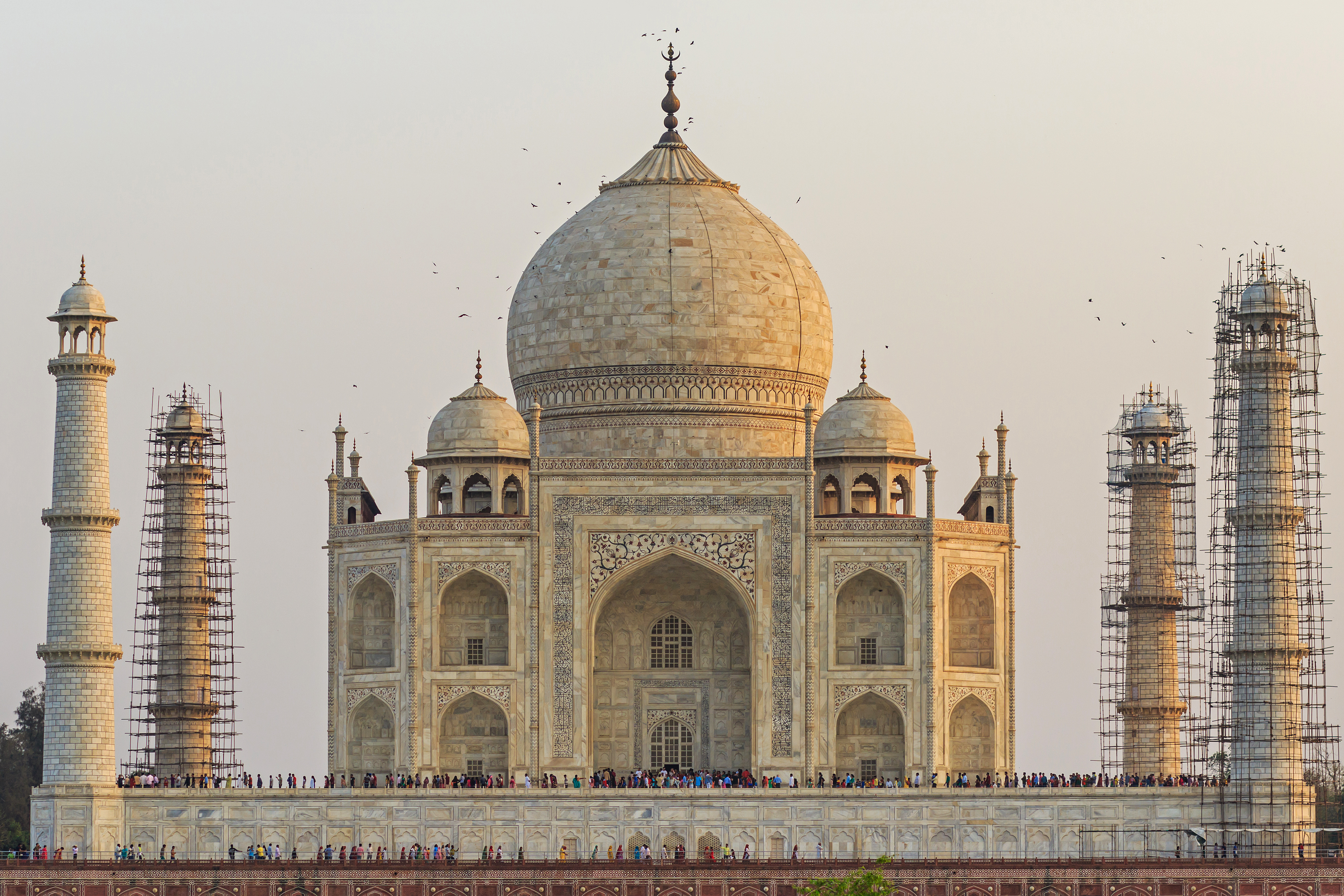
Le Taj Mahal.
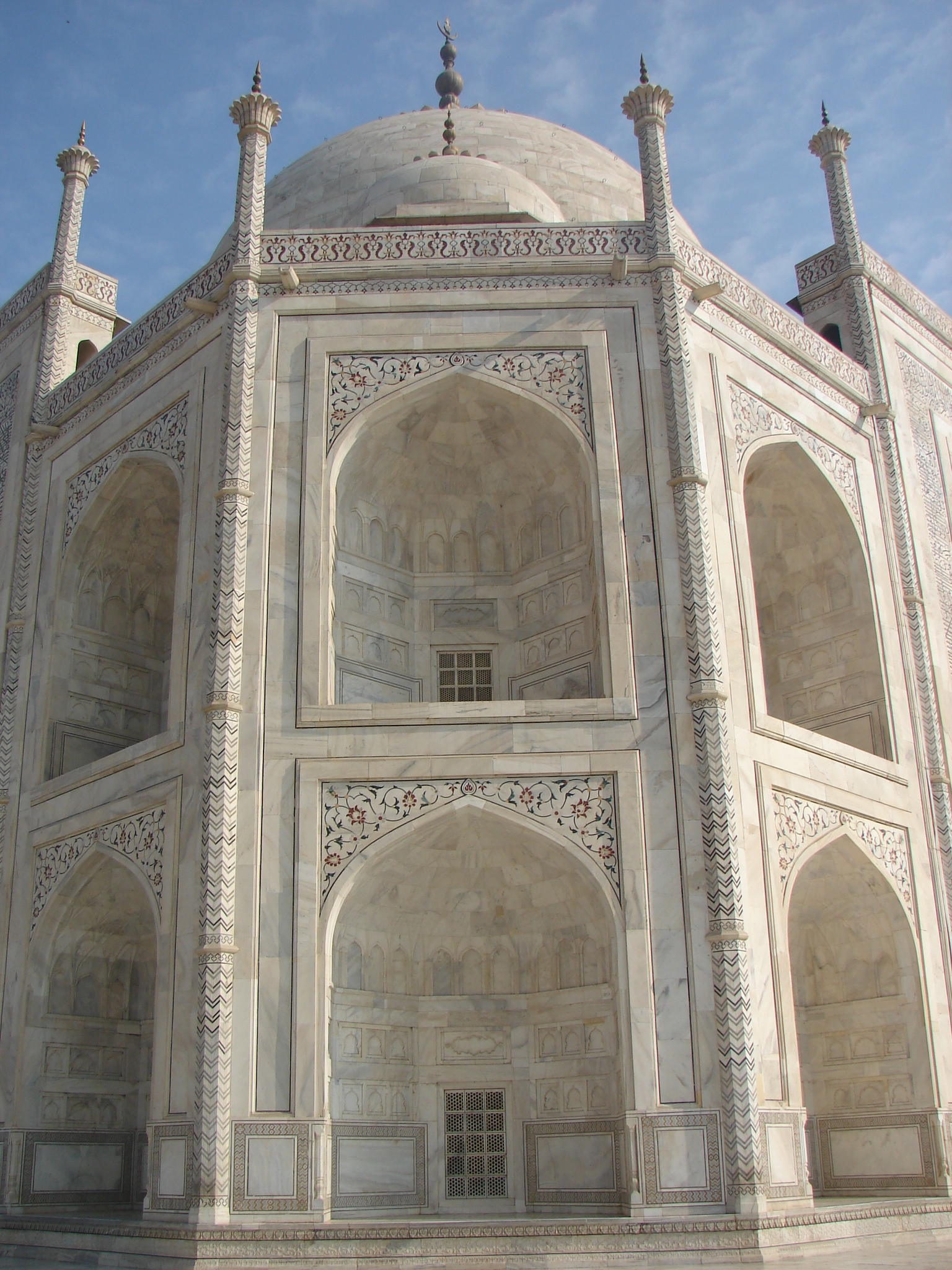
Le Taj Mahal.
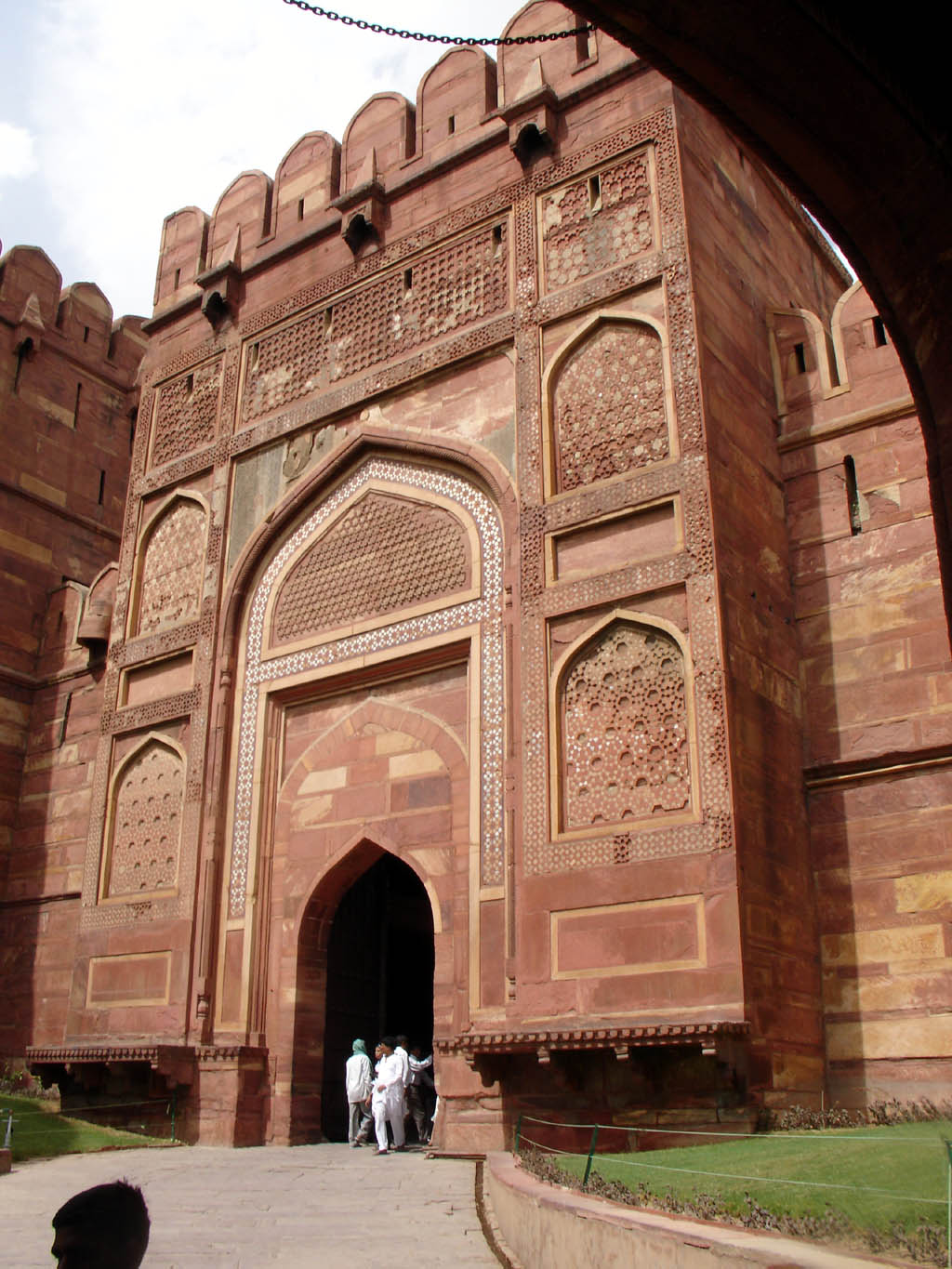
Une des deux entrées du Fort rouge.
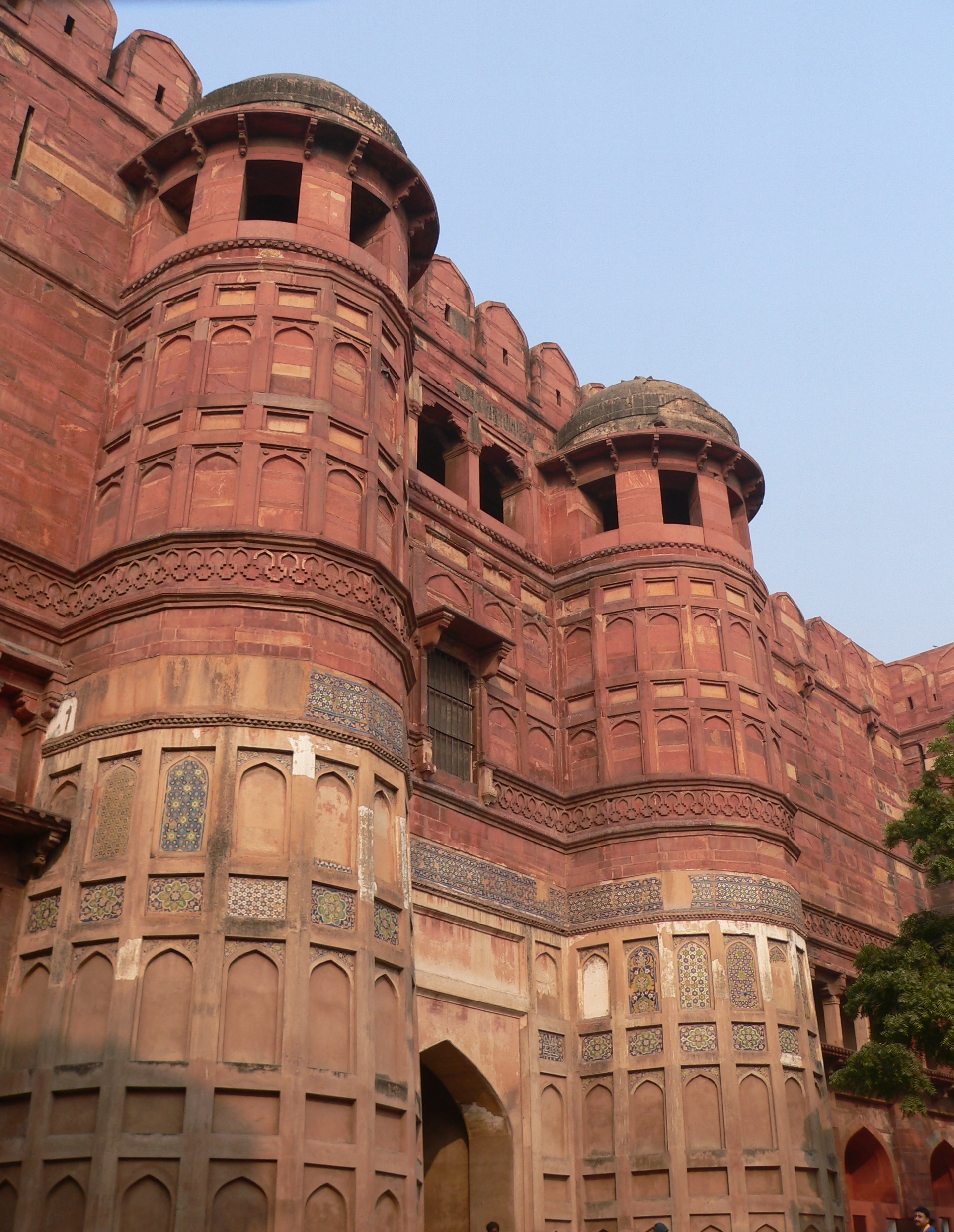
L'autre entrée du Fort rouge.
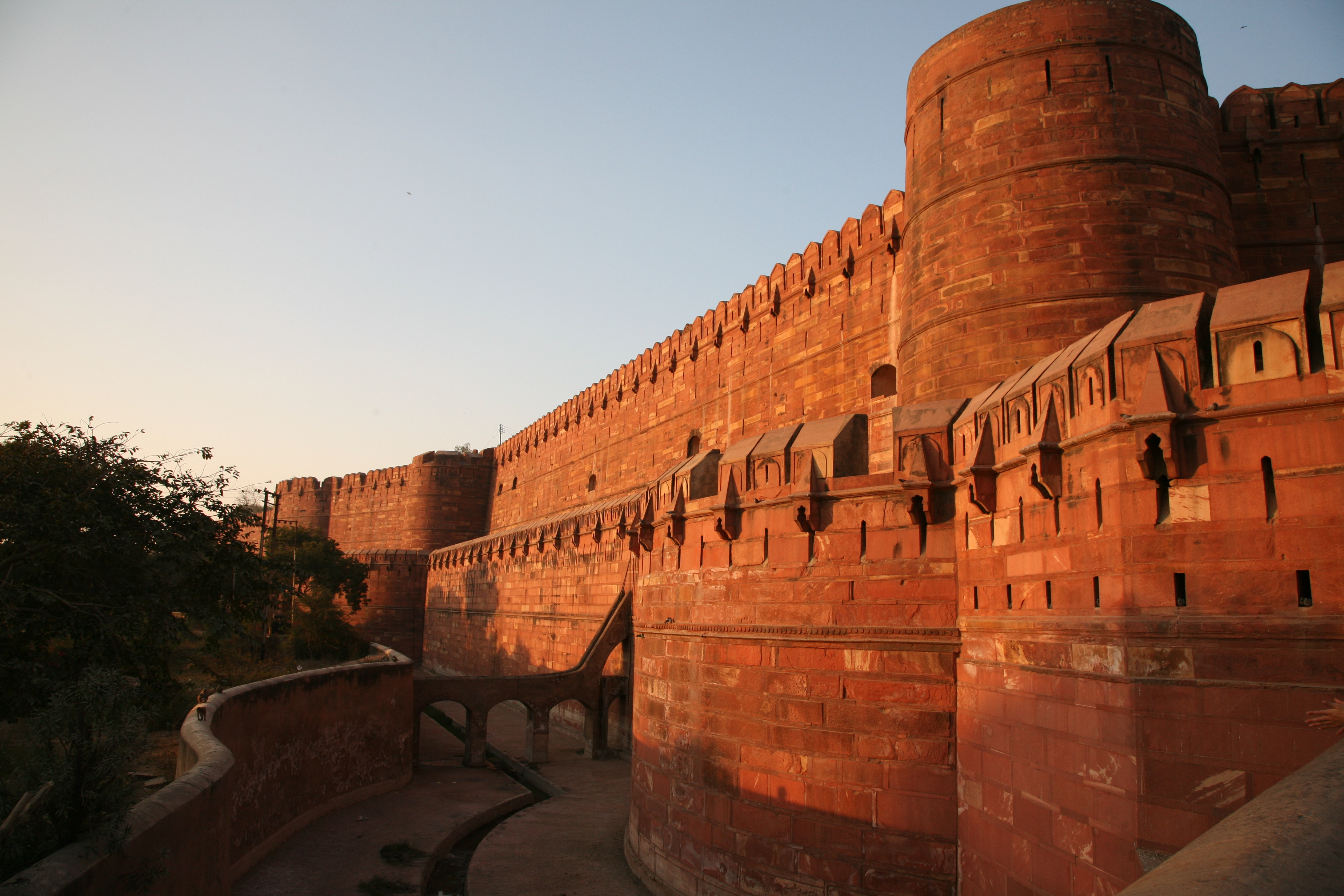
Les remparts du Fort rouge.
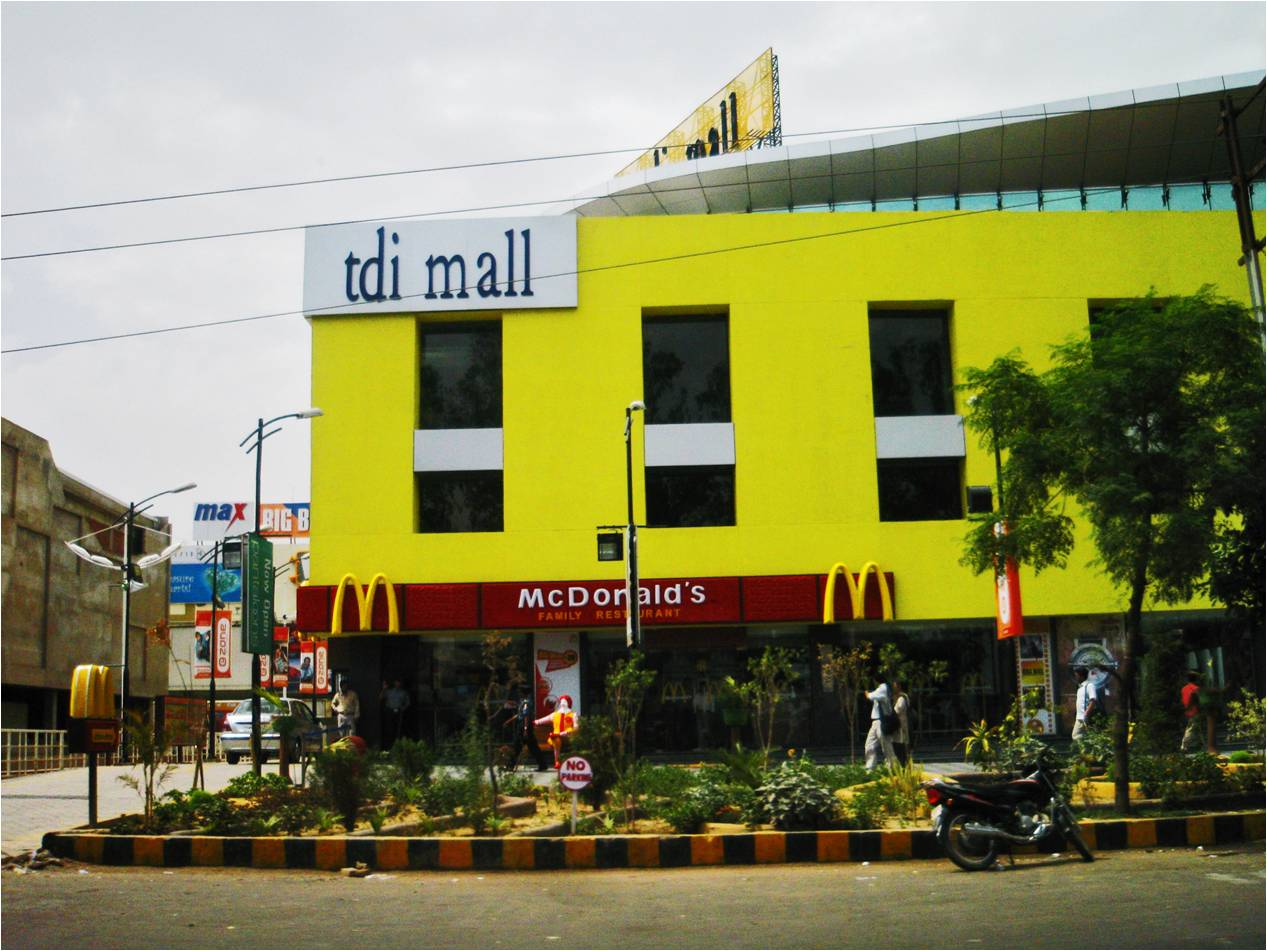
TDI mall.
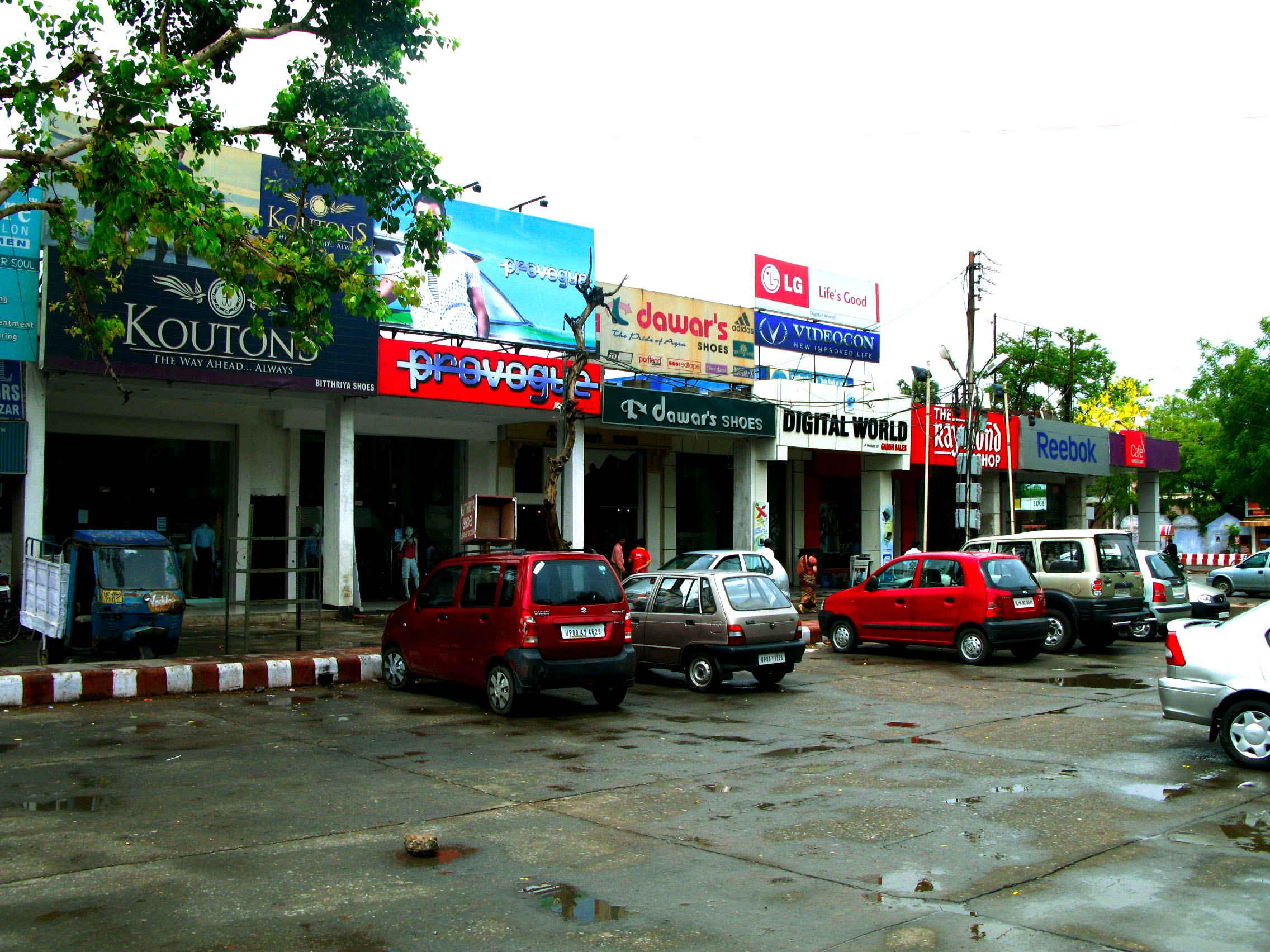
Sadar bazard.
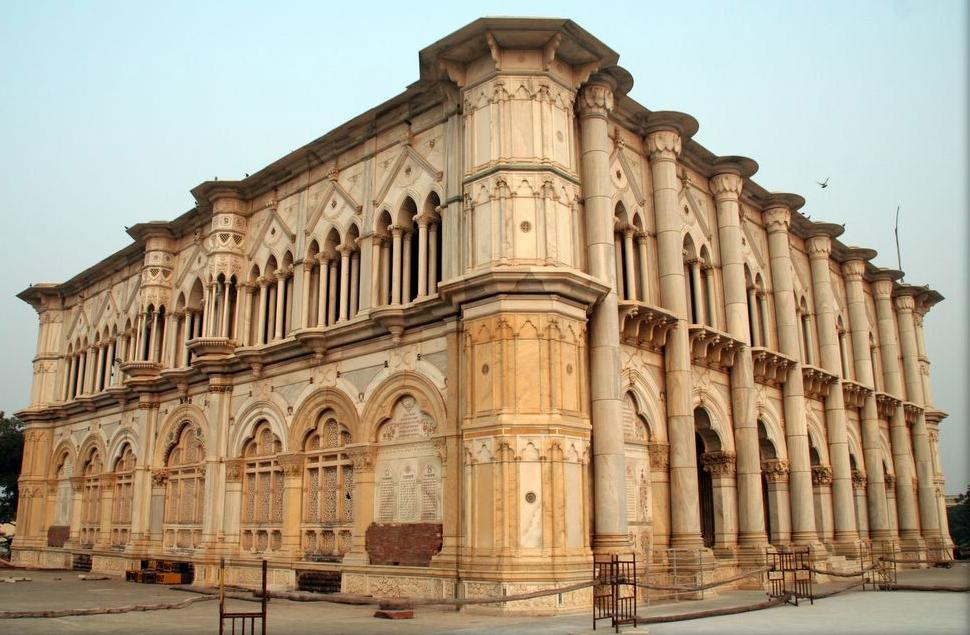
Dayal Bagh.
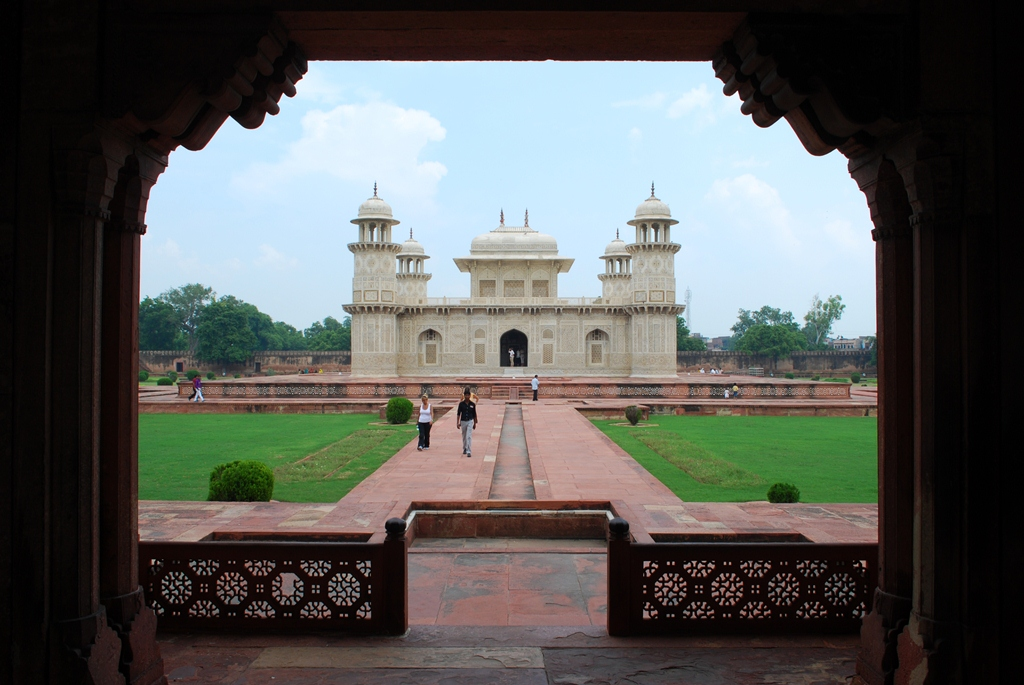
Mausolée d'Itimad-ud-Daula.
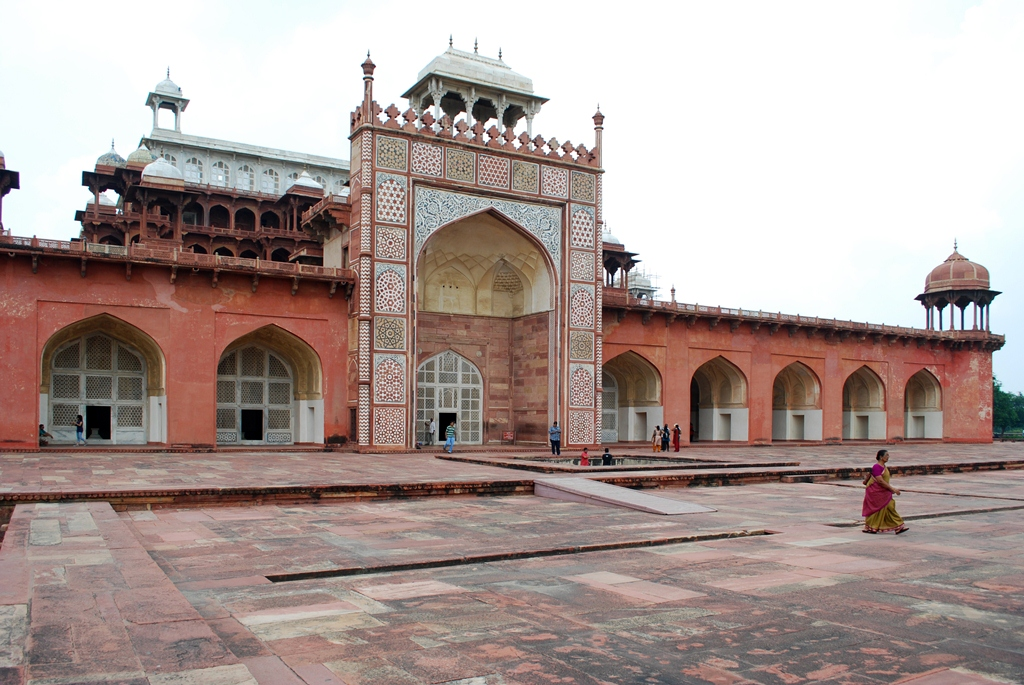
Mausolée d'Akbar à Sikandra.